# Lo Fòrt de Viòus
Viòus lo Fòrt (en francès Viols-le-Fort) és un municipi occità del Llenguadoc, situat al departament de l'Erau i a la regió d'Occitània.